# Mežotne socken
Mežotne socken (lettiska: Mežotnes pagasts) är ett administrativt område i Bauska kommun i Lettland.